# Страхово
Страхово (пол. Strachowo) — село в Польщі, у гміні Плонськ Плонського повіту Мазовецького воєводства.
Населення — 171 особа (2011).
У 1975-1998 роках село належало до Цехановського воєводства.

## Демографія
Демографічна структура станом на 31 березня 2011 року:
|          | Загалом | Допрацездатний вік | Працездатний вік | Постпрацездатний вік |
| -------- | ------- | ------------------ | ---------------- | -------------------- |
| Чоловіки | 81      | 19                 | 54               | 8                    |
| Жінки    | 90      | 20                 | 52               | 18                   |
| Разом    | 171     | 39                 | 106              | 26                   |